# Kentucky Racing
Kentucky Racing is een computerspel dat werd uitgegeven door Alternative Software. Het spel kwam in 1990 uit voor de Amstrad CPC, Commodore 64 en de ZX Spectrum. Met het spel kan de speler paardenraces doen. Het spel kan met een of twee personen gespeeld worden. Het paard kan voortbewogen worden door ballen in een gat te gooien. Hoe verder het gaat des te verder het paard loopt. De paarden lopen bovenaan het spel en het ballen gooien gebeurt in het onderste gedeelte van het scherm. Het perspectief is in de derde persoon.

## Tracks
In totaal zijn er negen tracks:
1. Doncaster (The Lincoln)
2. Cheltanham (The Gold Cup)
3. Ascot (Windsor Castle Stakes)
4. Eglington (Eglington Open)
5. Longchamp (Prix Saint Roman)
6. Kempton (The Easter Stakes)
7. Rome (Premio Pariolli)
8. Aintree (The Grand National)
9. Kentucky (The Kentucky Derby)

## Platforms
| Platform     | Jaar |
| ------------ | ---- |
| Amstrad CPC  | 1990 |
| Commodore 64 | 1990 |
| ZX Spectrum  | 1990 |